# Alison Dunlap
Alison Kerry Dunlap (Denver, 27 luglio 1969) è un'ex mountain biker e ciclista su strada statunitense.

## Vita privata
Nata in Colorado, e più precisamente a Denver, si laureò in biologia nel 1991 al Colorado College. È sposata con il ciclista Greg Frozley. Hanno una figlia, Emmett, nata il 26 ottobre 2010.

## Palmarès

### Mountain biking
- Campionessa mondiale di cross country 2001
- Vincitrice della Coppa del mondo di cross country 2002

### Strada
- 3ª nella cronometro a squadre dei campionati del mondo su strada 1994 ad Agrigento